# C'è chi dice no
C'è chi dice no è l'ottavo album in studio del cantautore italiano Vasco Rossi uscito il 19 marzo 1987.

## Descrizione
L'album ha venduto oltre 1.700.000 di copie rimanendo per dodici settimane consecutive al primo posto in classifica e diventando il terzo album più venduto dell'anno in Italia.
Fra i brani più celebri si ricordano Vivere una favola, Ciao, Brava Giulia, C'è chi dice no e Ridere di te.
Registrato agli Umbi studios Maison Blanche di Modena.
La copertina vede Vasco in primo piano, in bianco e nero; la foto è opera di Guido Harari.
Da questo disco vengono tratti due singoli, Non mi va, presente sia in versione remix, sia in versione a cappella, ricavata dall'incisione della sola traccia vocale, e Brava Giulia/Blasco Rossi. Per la title track C'è chi dice no è stato girato un video, pubblicato nel 2002 in Tracks, girato a Londra sotto la regia di Peter Christopherson.
Sia Ciao sia Brava Giulia, vengono composte, per quel che riguarda la musica, da Tullio Ferro, storico collaboratore di Rossi.
Il brano C'è chi dice no, nel 1988, è stato pubblicato in lingua inglese con il titolo Someone's sayin' no (traduzione letterale) da Vincent sotto la casa discografica Phoenix Productions.
Il seguente giro di concerti, di cui è stato realizzato un prodotto in VHS, è l'argomento principale del film Ciao ma'.....
Dopo questo album, e il corrispettivo tour, la Steve Rogers Band si staccò da Vasco tentando di raggiungere il successo commerciale tanto ambito, che frutterà in "Alzati la gonna" che fu il loro secondo album solista, dopo "I duri non ballano" del 1986.

## Tracce
Lato A
1. Vivere una favola – 5:31 (Vasco Rossi, Massimo Riva, Guido Elmi)
2. C'è chi dice no – 4:44 (Vasco Rossi, Maurizio Solieri)
3. Ridere di te – 5:35 (Vasco Rossi, Maurizio Solieri)
4. Blasco Rossi – 5:05 (Vasco Rossi)

Lato B
1. Brava Giulia – 4:46 (Vasco Rossi, Tullio Ferro, Rudy Trevisi, Guido Elmi)
2. Ciao – 5:25 (Vasco Rossi, Tullio Ferro)
3. Non mi va – 4:39 (Vasco Rossi, Massimo Riva)
4. Lunedì – 4:02 (Vasco Rossi)

## Formazione
- Vasco Rossi - voce
- Davide Romani - basso (in Vivere una favola, "Blasco" Rossi, Non mi va)
- Massimo Riva - chitarra, cori (in Non mi va)
- Claudio Golinelli - basso (in C'è chi dice no, Ridere di te, Ciao, Lunedì)
- Lele Melotti - batteria
- Maurizio Solieri - chitarra
- Rudy Trevisi - sassofono soprano, sax alto, congas, tastiera, percussioni, batteria
- Guido Elmi - congas, chitarra
- Fio Zanotti - tastiera
- Tullio Ferro - cori

## Cover
Nel 2013 il cantautore romano Piji pubblica il brano C'è chi dice no con un arrangiamento electro swing.
Nel 2014 Gianna Nannini incide la canzone C'è chi dice no nell'album Hitalia, cantata con la partecipazione di Vasco Rossi.
Nel 2018 il gruppo statunitense dei Metallica ha eseguito una cover di questo brano in occasione del loro concerto tenuto al Pala Alpitour di Torino il 10 febbraio.

## Classifiche

### Classifiche settimanali
| Classifica (1987) | Miglior posizione |
| ----------------- | ----------------- |
| Italia            | 1                 |

### Classifiche di fine anno
| Classifica (1987) | Posizione |
| ----------------- | --------- |
| Italia            | 3         |